# Disterigma agathosmoides
Disterigma agathosmoides är en ljungväxtart som beskrevs av Niedenzu. Disterigma agathosmoides ingår i släktet Disterigma och familjen ljungväxter. Inga underarter finns listade i Catalogue of Life.